# Евісцерація (аутотомія)
Потрошення - це метод автотомії, що передбачає викидання внутрішніх органів, який тварини використовують як захисну стратегію. Морські огірки (Holothuroidea) викидають частини кишечника, щоб налякати та захиститися від потенційних хижаків, таких як краби та риби. Органи відновлюються за кілька днів клітинами внутрішньої частини морського огірка.

## Опис
Під час стресу морський огірок відвертається від нападника і різко стискає м’язи стінки тіла. Це призводить до того, що стінка клоаки розривається, а анус відкривається. Процес потрошення у Eupentacta quinquesemita відбувається наступним чином:
1. Три основні структури слабшають протягом приблизно 1–3 хвилин, стають м’якими та прозорими та зрештою відокремлюються від своїх прикріплень. Це базальна частина щупалець, місця прикріплення втягуючих м’язів до поздовжніх м’язів (їх 10), а також місце з’єднання кишечника та клоаки . Розм'якшення - це перетворення стану компонентів колагену в тканині.
2. Потрошені частини включають кишечник, пов’язані з ним гематичні судини, щупальця та інтроверт (спритна передня розтяжна частина стінки тіла). Кишка відривається від брижі, яка підвішує її в целомічній порожнині .
3. Велика частина статевої залози залишається позаду. Випотрошуються лише нитки статевих залоз, які заплуталися в кишечнику. Парні респіраторні дерева та клоака також залишаються (хоча вони можуть бути виключені в інших видів)
4. Інтроверт змінюється з твердого та непрозорого на м’якого та напівпрозорого. М’язи стінки тіла скорочуються, і підвищений тиск змушує целомічну рідину та нутрощі проникнути в інтроверта. Він збільшується, як повітряна куля, і незабаром розривається, викидаючи рідину та внутрішні органи.
5. Це займає приблизно 20 хвилин, при цьому остаточне від’єднання щупалець і інтроверт іноді займає до 12 годин.
6. Передній розрив ущільнюється, спочатку м'язовим скороченням, а потім шляхом загоєння у вигляді сполучнотканинної пробки.

## Функція
Під час потрошення у деяких видів може бути видалено кілька сотень трубочок Кюв’єра (частина дихального дерева). Вода з дихального дерева потрапляє в ці канальці, спричиняючи швидке розширення, і вони подовжуються майже в 20 разів від початкової довжини. Вони мають велику міцність на розрив і стають липкими, коли стикаються з будь-яким предметом. Цей клей є унікальним серед морських безхребетних, і міцне зчеплення досягається менш ніж за десять секунд. Маса ниток може заплутати й знерухомити потенційних хижаків, таких як дрібні риби чи краби . Нитки відриваються від морського огірка, який відповзає.  Трубочки легко регенеруються, процес, який займає близько 17 днів у Holothuria leucospilota і п'ять тижнів у Holothuria forskali .  У канальцях міститься токсичний сапонін під назвою голотурин, який також присутній у стінках тіла деяких видів морських огірків. 

## Виникнення
Гігантський каліфорнійський морський огірок ( Parastichopus californicus ) часто потрошить через грубе поводження, температурний шок або інші стресові дії. Подія відбувається через задній прохід, а потрошені частини - це в основному респіраторні дерева.
Holothuria arenicola описується як морський огірок, придатний для утримання в акваріумі, оскільки він не потрошить, тоді як «австралійське» морське яблуко ( Paracucumaria tricolor ) часто потрошить. 

## Подібна поведінка
Деякі морські зірки вивертають шлунок через рот, щоб з’їсти здобич. Тоді морська зірка втягує живіт назад усередину свого тіла. 

## Зовнішні посилання
- Відео потрошіння